# Krefeld
Krefeld è una città extracircondariale della Germania nel Land della Renania Settentrionale-Vestfalia. Sotto l'Impero romano venne fondato l'accampamento di Gelduba per le legioni romane, ora corrispondente al quartiere di Gellep.

## Storia
I quartieri di Krefeld, vale a dire Bockum, Elfrath, Fischeln, Gartenstadt, Hüls, Linn, Traar e Uerdingen, hanno ciascuno una propria storia. Così divisa, Krefeld era anticamente annoverata nella contea di Moers e venne elevata al rango di città nel 1373 mentre Linn e la relativa fortezza, come pure Uerdingen, si trovavano sotto la dominazione del Principe Elettore di Colonia. Uerdingen, che si trovava accanto all'enclave di Rheinberg, era l'area più settentrionale del principato di Colonia.
Gellep, che oggi appartiene al territorio del porto renano di Krefeld, venne menzionato, per la prima volta, dallo storico romano Tacito nel 69 d.C. L'accampamento di Gelduba, che risaliva all'epoca romana, venne in seguito fortificato e trasformato in castello. Ad epoche successive risalgono le estese necropoli franche. I numerosi reperti là ritrovati, tra cui un elmo dorato proveniente dalla tomba di un principe franco del VI secolo, sono esposti al Niederrheinmuseum di Burg Linn.
Nel XIII secolo Krefeld venne assegnata ai conti di Moers – che risiedevano nella fortezza Cracau – e ricevette nel 1373 lo status di città dall'imperatore Carlo IV. Nell'anno 1600, assieme a Moers, Krefeld divenne orangista e il principe Moritz d'Orange-Nassau le assicurò la neutralità durante la guerra dei trent'anni. La tolleranza religiosa della casa regnante orangista rese possibile l'immigrazione dei Mennoniti, i quali introdussero il commercio della seta. In questo periodo ebbe luogo la prima espansione della città.
Dopo la morte di Guglielmo III d'Orange, avvenuta nel 1702, Krefeld venne a far parte della Prussia che, tramite l'eredità dei territori di Jülich e Kleve, venne accolta sotto il dominio del Principe Grande Elettore del Niederrhein. Krefeld apparteneva, con Mönchengladbach, Aquisgrana e Wuppertal, alla cinta tessile renana, nella quale fiorì soprattutto l'industria tessile. Come a Mönchengladbach, venne privilegiata la coltivazione del lino ancor prima della tessitura, che già nel XVI secolo aveva ottenuto una particolare importanza. In seguito venne avviata la produzione della seta grazie all'affluenza di tessitori setaioli mennoniti provenienti da Jülich e Berg, che dovettero abbandonare la loro Patria a causa della loro religione e che posero le basi per la ricchezza della città.
La famiglia von der Leyen acquisì rapidamente fama mondiale grazie alla tessitura della seta; da quel momento Krefeld iniziò il commercio di stoffe raffinate. I signori dell'industria tessile esibirono la loro ricchezza facendo costruire degli edifici. Konrad von der Leyen si fece costruire da Martin Leydel un castello in città; Johann von der Leyen la Flohsche Haus. L'incremento della popolazione rese necessari quattro allargamenti della città: Nel 1819 venne realizzato il rettangolo dei quattro argini; nel 1901 il paese di Linn venne incorporato nel Comune; nel 1929 si unì a Krefeld la città industriale di Uerdingen con il suo porto sul Reno.
Dopo la Seconda Guerra mondiale, l'esercito statunitense affidò la riorganizzazione della cittadina, allo sbando dopo la sconfitta in guerra, all'allora soldato semplice Henry Kissinger, scelto grazie alla sua brillantezza ed al suo bilinguismo.

## Monumenti e luoghi d'interesse
Krefeld è circondata da ampie zone verdi, boschi e paesaggi, interrotti da spazi da tempo poveri d'acqua i quali, così come parchi e giardini edificati dall'uomo, arrivano fino al centro della città. Oggi Krefeld è una città sede di numerose attività economiche e punto di attrazione per il circondario. Come città Del velluto e della seta, Krefeld possiede, in Andreasmarkt a Linn, il Museo Tessile Tedesco, un museo di importanza internazionale: espone un'ampia raccolta di tessili di culture europee ed extraeuropee. Al museo è annesso un centro di ricerca per il restauro dei
tessuti antichi.
La città di Krefeld presenta un'abbondanza di monumenti architettonici che documentano la sua origine e la sua storia. Per la sua agiatezza e la sua ascesa a città tessile della seta, Krefeld è debitrice nei confronti della famiglia von der Leyen che, come altre famiglie di commercianti, abbracciò la fede mennonita. Gli splendidi palazzi già menzionati rimangono ad esempio della loro ricchezza. Così come il Municipio, la Flohsches Haus al 27 della Friedrichstraße testimonia ancora oggi l'agiatezza dei baroni della seta. Johann von der Leyen la fece erigere nel 1766 come Residenza Cittadina a tre piani. In seguito divenne proprietà della famiglia Floh. Da allora viene chiamata Flohsches Haus. Il Kaiser-Wilhelm-Museum venne edificato su ordine di Hugo Koch in stile rinascimentale italiano. Oggigiorno ospita soprattutto arte moderna e contemporanea e ha raggiunto rinomanza internazionale grazie ad una significativa raccolta di oggetti cinetici.
All'incrocio della parte meridionale e orientale dell'antica cerchia di mura si trova il monumento al tessitore della seta Maestro Ponzelar, a ricordo dei tessitori domestici di Krefeld. Rappresenta il prototipo del tessitore domestico di Krefeld con il suo strumento di lavoro in spalla, che si reca al negozio per consegnare il proprio lavoro finito. La stazione centrale di Krefeld viene considerata, grazie al tipico Jugendstil, una delle più belle stazioni ferroviarie della Renania. La casa Leyental all'angolo fra la Leyental e la Cracauer Straße è una delle ville di campagna costruite dalla famiglia von der Leyen verso la fine del XVIII secolo. La Philadelphiastraße ricorda, col suo nome, i primi tedeschi emigrati in America, coloro che, nel 1683, si trasferirono da Krefeld nel Nuovo Mondo. Accanto alla casa Schönwasser si trova l'omonimo parco con il suo orto botanico allestito nel 1913. Alcuni edifici rappresentano il tipico stile architettonico di quel secolo, come la casa Buschhüter al 124 della Westwall, un edificio Jugendstil dell'architetto Carl Buschhüter nativo di Krefeld. Le case Lange ed Esters poste ai numeri 91 e 97 della Wilhelmshofallee, progettate da Ludwig Mies van der Rohe, servono da museo e luogo di mostre itineranti d'arte moderna e contemporanea.

### Zoo
In direzione di Uerdingen si trova il celebre zoo di Krefeld, dove è esposta una notevole varietà di animali esotici. Le principali attrazioni sono il padiglione delle scimmie tropicali, il recinto dei grandi animali, la voliera degli uccelli tropicali e la serra tropicale. Ai visitatori è permesso portare con sé cani al guinzaglio ed intrattenersi in un dehor posto nel piccolo castello di Grotenburg.

### Residenza Sollbrüggen
La residenza Sollbrüggen, una costruzione rettangolare del 1832 a due piani e ammezzato, si trova in un bel parco all'inglese. La residenza venne costruita al posto dell'edificio medievale Haus Bockum del XII secolo. Come architetto venne chiamato Adolph von Vagedes.

### Ippodromo
L'ippodromo per il galoppo nello Stadtwald (foresta comunale) è annoverato fra i più belli della Renania. Già nel 1911 venne fondato il “Krefelder Rennclub (associazione ippica di Krefeld) e l'11 giugno del 1913 venne inaugurato l'ippodromo. Il complesso è stato restaurato in modo eccellente. Nella zona più recente della Stadtwald si trova il Großhüttenhof. La fattoria di un tempo e la tenuta padronale sono oggi un luogo per il commercio agricolo.

### Fischeln
La chiesa parrocchiale cattolica S.Clemens a Fischeln, menzionata per la prima volta nel 1150, risale ad epoche diverse: la torre di tufo a tre piani del lato occidentale risale al XII secolo; la navata centrale e la parte settentrionale della navata laterale al 14° e la navata meridionale al 17°. L'architetto Vincenz Statz, attivo del Niederrhein, ingrandì la chiesa negli anni 1867-68 con una navata trasversale e cinque cori.

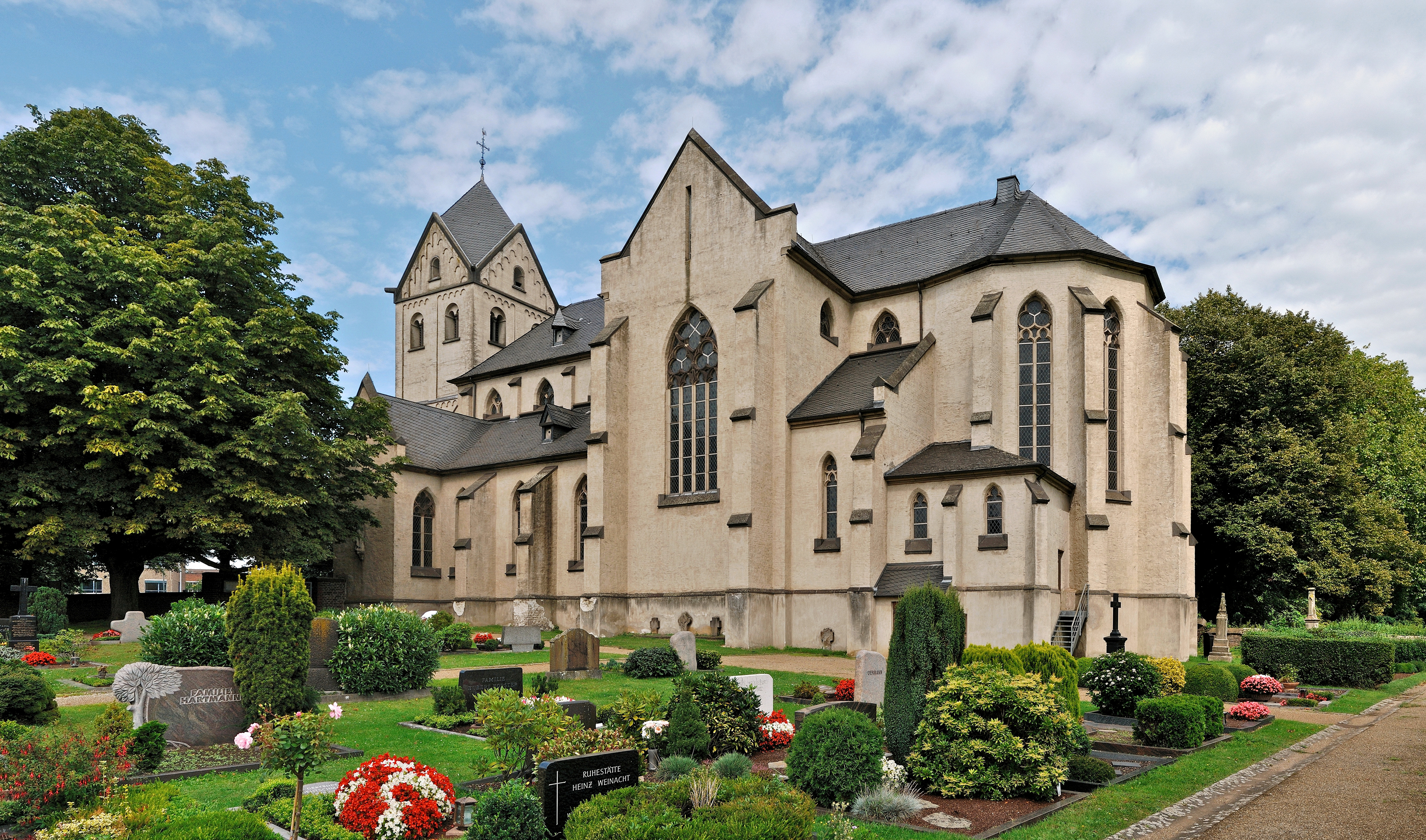
La chiesa di S. Matthias

### Hohenbudberg
La chiesa cattolica parrocchiale di S. Matthias è la chiesa più antica di Krefeld. Venne menzionata per la prima volta nel 1150 e nel 1250 inaugurata come chiesa parrocchiale. Il diritto di patronato spettò all'abazia Werden e ai rispettivi proprietari della corte Budberg. Negli anni 1852-54 la chiesa medioevale venne sostituita, dall'architetto di chiese Vincenz Statz, con una basilica neogotica a tre navate: venne conservata solo la torre romanica in tufo della metà del XII secolo. L'altare mariano in stile tardogotico Westfalico in S.Matthias venne realizzato alla fine del XV secolo; uno scrigno intagliato, con predella intagliata ed ali dipinte, venne acquisito nel 1852 a Lippstadt. Il crocifisso ligneo tardo romanico proviene dalla Westfalia.

### Hüls
Al mercato di Hüls, il più antico centro di queste interessanti località, e nelle strade adiacenti, si trovano alcuni rilevanti edifici. S. Cyriakus, un tempo chiesa conventuale – la costruzione medievale venne sostituita nel 1868-69 da Heinrich Wiethase con un edificio neogotico – possiede un matroneo artisticamente intagliato e stalli del coro. Ancora ben conservati sono i monasteri delle francescane del 1398 ed il convento di Santa Cecilia del 1422, i conventi di clausura di Hüls. Il castello di Hüls nella Herrenweg, che veniva menzionato già nel 1144, fu inizialmente sede dei Signori di Hüls, e dal 1689 ne sono rimaste solo alcune vestigia.

### Linn
Linn, un tempo un insediamento fortificato a difesa dei castelli della regione del Kurköln, è una destinazione importante, poiché l'antica struttura muraria del borgo è rimasta in gran parte ben conservata. L'intero centro storico, con le sue case, si trova dal 1987 sotto tutela dei beni culturali. Uno storico castello posto al centro di un parco incantevole, angoli pittoreschi e antiche trattorie, invitano a una sosta. Il quartiere è diventato, con i suoi musei, un punto di attrazione per un visitatore interessato agli aspetti storici. La parte più antica del borgo di Linn, risale agli anni intorno al 1200. Nel 1392 il conte Adolf von Kleve rinunciò a Linn e la fortezza fu destinata all'arcivescovado di Colonia. Friedrich von Saarwerden si fece erigere nel XIV secolo una costruzione a sei lati, la quale venne trasformata in un castello nel XV secolo. Nel XVI secolo la parte anteriore del castello e la città vennero sviluppate in una struttura difensiva ben fornita di bastioni. Nel 1702, distrutto in seguito alla guerra di successione spagnola, del castello rimasero solo alcune rovine, finché non venne acquisito nel 1926 dalla città di Krefeld. Ora completamente rifatto, rende l'idea di quello che era il suo precedente aspetto gotico. La storia della sua costruzione è stata analizzata e descritta efficacemente da Albert Steeger.
Nel 1741 il Principe Elettore di Colonia Clemens August eresse, nello spazio antistante il castello un casino di caccia. Comprende stanze del XVIII e XIX secolo in stile cittadino tipico di Krefeld ed una cucina contadina caratteristica del Niederrhein.
All'ingresso del centro abitato si trova anche l'interessante Museo regionale del Niederrhein, nel quale sono sistemati significativi oggetti dell'epoca romana e franca, particolarmente del vicino castello romano di Gelduba, l'odierna Gellep. Degne di nota sono anche le raccolte del folclore e della storia regionale del Niederrhein, con i suoi oggetti di terracotta ed una vasta raccolta di storiche riproduzioni di città risalenti al 1650 in buono stato di conservazione. Il museo tessile tedesco sulla Andreasmarkt raffigura lo splendido ruolo di Krefeld nella storia del tessile in Germania. L'ampia raccolta di tessili di culture europee ed extraeuropee comprende circa 25000 pezzi esposti e venne istituita nel 1880 come “Raccolta di tessuti della Corona”.
La chiesa cattolica parrocchiale di Santa Margaretha è la terza chiesa costruita a Linn. La precedente sull'attuale Margarethenplatz, andò in rovina; la nuova chiesa, una semplice sala in mattoni, sorse nel 1819-20. Dalla prima provengono il cancello barocco ed entrambi i confessionali. Notevole è il crocifisso risalente al XII secolo che appartiene alla tradizione dei crocefissi di Colonia.
Anche qui a Linn le antiche pompe idrauliche “di quartiere” ricordano la tradizione basso renana. Le pompe sono state per secoli punto nevralgico delle comunità cittadine e paesane ed hanno garantito un reciproco aiuto di importanza vitale. Le pompe provvedevano non solo all'acqua fresca o alla manutenzione delle fontane, ma anche allo spegnimento del fuoco, oppure ad altre situazioni di emergenza in svariati aiuti alla collettività. Le pompe “di quartiere”, diventate obsolete con l'introduzione delle tubature per l'acqua, hanno riavuto impulso dopo la seconda guerra mondiale e, nel più recente passato, sono state più volte restaurate. Per San Giovanni, il 24 giugno, hanno luogo le sagre dedicate alle pompe idrauliche “di quartiere”. In questa occasione le pompe vengono riverniciate e decorate con fronde di betulle e gli abitanti di ogni quartiere si prendono cura dei buoni rapporti col vicinato offrendo caffè, torte e bevande. Attraverso il Burgpark, numerosi sentieri ideali per passeggiate conducono, fra tortuose strade con le loro antiche abitazioni e lungo antichi canali fluviali, al parco Greiffenhorst con l'omonimo casino di caccia. Nel giardino panoramico allestito dall'architetto di esterni Maximilian Friedrich Weyhe, il barone della seta Cornelius della famiglia patrizia benestante de Greiff di Krefeld che, insieme a von der Leyen, veniva annoverato fra i più influenti della città, si fece costruire negli anni 1838-43 un giardino e un casino di caccia secondo un abbozzo di Adolph von Vagedes in stile classico berlinese: un corpo centrale ottagonale a tre piani si innalza sopra quattro ali frontali a due piani. I tetti del corpo centrale e le ali frontali sono circondati da inferriate in ferro battuto, sostenute da montanti angolari in pietra con applicati rivestimenti. Lo spazio verde venne risistemato nell'ambito della esposizione regionale di giardini denominata “Europa 2002 plus” a seguito di progetti riguardanti gli aspetti storici.

### Uerdingen
Vanto principale della Markplatz sono le neoclassiche Herbertzhäuser, con le caratteristiche inferriate a rosetta poste sopra un cornicione chiuso, nel modo in cui Balthasar Herbertz costruì per sé e per i suoi due figli Jacob e Josef nel 1832. Oggi vi si trovano alloggiati il Municipio e una farmacia. Accanto alle Herbertzhäuser, gioiello e richiamo della deliziosa Markplatz, si possono ammirare altre case cittadine risalenti al periodo che va dal XVII al XIX secolo.
L'antico Municipio nella zona sud è una costruzione a cinque piani intonacata del 1725. Lo stemma sulla porta testimonia dei tempi in cui Uerdingen era ancora patrimonio della regione del Kurköln. A nord della Markplatz si trova l'antica locanda Bügeleisen. Di quella che era la Gasthauskapelle, risalente al XIV secolo, è stata rifatta la facciata nel XVIII secolo. La chiesa cattolica di San Pietro venne elevata a chiesa parrocchiale nel 1285. Quella che era la costruzione gotica precedente venne distrutta nel 1799 limitatamente alla torre occidentale, eretta separatamente negli anni 1381-83, e negli anni 1800-1803 sostituita con una sala in cotto. Questa venne rinnovata dopo pesanti distruzioni subite durante la guerra. Dell'antica fortificazione cittadina si sono conservate finora la parte meridionale e, di fronte al Reno, ancora una torre circolare a cinque piani risalente al XIV secolo presso il fossato interno, oltre ad una torretta sulla via della stazione. L'antico borgo arcivescovile, posto a sud ovest delle antiche mura cittadine, venne modificato nel 1839 in stile classicheggiante.
Nel 1877 venne costruita una piccola fabbrica di colori da Edmund Ter Meer, figlio di una famiglia di tessitori della seta di Krefeld, dalla quale deriva l'odierno stabilimento della Bayer-Werke. Tramite la Rheinpromenade di Uerdingen si lascia l'ansa del Reno della stessa Uerdingen con le fabbriche Bayer che si affacciano sul ponte inaugurato nel 1936 e sulla riva opposta di Duisburg con le sue industrie di altiforni.

### Dintorni
Nei pressi dell'autostrada, all'altezza del quartiere di Oppum, si trova il mulino Geis. È stato costruito presumibilmente fra il 1400 ed il 1450; la prima testimonianza documentata risale tuttavia al 1575. Il mulino possiede ancora i suoi antichi strumenti di lavoro e rimane aperto ai visitatori dietro richiesta alla associazione Geismühle.
La Haus Traar è stata per secoli sede dell'Ordine dei Cavalieri Germanici. La cappella risale all'anno 1669. La residenza è del XIX secolo, ma è posta su fondamenta più antiche. Sulla Egelsberg, presso Traar, si trova, al margine di una pietra a forma di vela, l'omonimo mulino a vento, il quale iniziò la sua attività nel 1802. Di fianco ad esso vi è ora un aeroporto per alianti. Vicino ad Elfrath si trova, dal XIII secolo, la Haus Rath, antica sede di cavalieri e, sulla strada per Traar, all'interno di un campo di golf, il mulino a vento di Elfrath, costruito nel 1823.
A nord di Krefeld si è formata, grazie alla rottura e al disboscamento di un antico braccio del Reno, la zona del Niepkuhlen, la cui foresta costeggia il fiume estendendosi da Verberg attraverso Traar e l'apertura di Hüls, fino in direzione di Neukirchen-Vluyn. L'area, soggetta a vincoli paesaggistici dei Niepkuhlen e dell'Hülser Bruch, con la visuale della collina di Hüls.

## Sport

### Hockey su ghiaccio
I Krefeld Pinguine è la locale squadra di hockey su ghiaccio, fondata nel 1936 a Krefeld da Willi Münstermann, che portò anche alcuni atleti dal Canada. Alla sua fondazione il club era nominato "Krefelder EV", poi "EHC Krefeld" (1978-1981), "Krefelder EV" (1981-1995) e "Krefeld Pinguine" dal 1995. La squadra ha vinto il titolo nazionale nel 1952 e nel 2003. Il KEV è stato anche vicecampione nel 1977, e dopo la 2ª Guerra Mondiale nel 1946 ha vinto il titolo di Campione interzonale renano.

### Calcio
La città è sede del Krefelder Fußballclub Uerdingen 05 che con il nome di Bayer 05 Uerdingen si aggiudicò la Coppa di Germania 1984-1985.

## Amministrazione

### Gemellaggi
Krefeld è gemellata con:
- Venlo, dal 1964
- Leicester, dal 1969
- Dunkerque, dal 1974
- Leida, dal 1974
- Charlotte, dal 1986
- Circondario dell'Oder-Sprea, dal 1990
- Ul'janovsk, dal 1993
- Kayseri, dal 2008